# Saint-André (Reunión)
Saint-André es una comuna francesa situada en el departamento y región de Reunión. 
El gentilicio francés de sus habitantes es Saint-Andréens.

## Situación
La comuna está situada en el norte de la isla de Reunión.

## Demografía
| Gráfica de evolución demográfica de Saint-André (Reunión) entre 1961 y 2013 |
|                                                                             |

Fuente: Insee

## Comunas limítrofes
| Noroeste: Sainte-Suzanne | Norte: Océano Índico | Noreste: Océano Índico           |
| Oeste: Sainte-Suzanne    |                      | Este: Océano Índico y Bras-Panon |
| Suroeste: Salazie        | Sur: Bras-Panon      | Sureste: Bras-Panon              |

## Educación
- École pour l'informatique et les nouvelles technologies